# Nusatidia borneensis
Nusatidia borneensis là một loài nhện trong họ Clubionidae.
Loài này thuộc chi Nusatidia. Nusatidia borneensis được Christa L. Deeleman-Reinhold miêu tả năm 2001.